# 陈辉光
陈辉光（1938年—），广西玉林人，中华人民共和国政治人物。

## 生平
出生于兴业县葵陽鎮。早年就读江西煤矿学院采矿系，毕业后供职于广西壮族自治区东罗矿务局。1980年，升任东罗矿务局局长。1983年，任中国共产党广西壮族自治区委员会党委副书记兼广西壮族自治区经济委员会主任、中国共产党南宁市委员会市委书记。1985年，改任中国共产党广西壮族自治区委员会党委书记。1988年，任广西壮族自治区政协主席。